# Tanner Beason
James Tanner Beason (Winston-Salem, 23 marzo 1997) è un calciatore statunitense, difensore del N.E. Revolution.

## Caratteristiche tecniche
È un difensore centrale.

## Carriera
Nato a Winston-Salem in Carolina del Nord, inizia a giocare a calcio nel settore giovanile del North Carolin Fusion per poi passare nel periodo del college allo Stanford Cardinal; sempre in questo periodo fa alcune apparizioni in USL League Two con le maglie di Carolina Dynamo e San Francisco City.
Terminato il college nel Draft 2020 viene selezionato dal S.J. Earthquakes, con cui il 9 gennaio firma un contratto professionistico; il 29 agosto 2020 fa il suo esordio fra i professionisti giocando il match perso 3-2 contro il LA Galaxy.

## Statistiche

### Presenze e reti nei club
Statistiche aggiornate al 6 settembre 2021.
| Stagione        | Squadra            | Campionato      | Campionato | Campionato | Coppe nazionali | Coppe nazionali | Coppe nazionali | Coppe continentali | Coppe continentali | Coppe continentali | Altre coppe | Altre coppe | Altre coppe | Totale | Totale |
| Stagione        | Squadra            | Comp            | Pres       | Reti       | Comp            | Pres            | Reti            | Comp               | Pres               | Reti               | Comp        | Pres        | Reti        | Pres   | Reti   |
| --------------- | ------------------ | --------------- | ---------- | ---------- | --------------- | --------------- | --------------- | ------------------ | ------------------ | ------------------ | ----------- | ----------- | ----------- | ------ | ------ |
| 2016            | Carolina Dynamo    | USL2            | 4          | 0          |                 | -               | -               |                    | -                  | -                  |             | -           | -           | 4      | 0      |
| 2018            | San Francisco City | USL2            | 2          | 0          |                 | -               | -               |                    | -                  | -                  |             | -           | -           | 2      | 0      |
| 2019            | San Francisco City | USL2            | 3          | 0          |                 | -               | -               |                    | -                  | -                  |             | -           | -           | 3      | 0      |
| 2020            | S.J. Earthquakes   | MLS             | 9          | 0          |                 | -               | -               |                    | -                  | -                  |             | -           | -           | 9      | 0      |
| 2021            | S.J. Earthquakes   | MLS             | 16         | 0          |                 | -               | -               |                    | -                  | -                  |             | -           | -           | 16     | 0      |
| Totale carriera | Totale carriera    | Totale carriera | 34         | 0          |                 | -               | -               |                    | -                  | -                  |             | -           | -           | 34     | 0      |